# State of Decay 3
State of Decay 3 est un futur jeu vidéo de survie zombie en monde ouvert développé par Undead Labs et édité par Xbox Game Studios. C'est une suite du jeu vidéo State of Decay 2 . Le jeu a été révélé lors de l'événement Xbox de juillet 2020 sans fenêtre ni date de sortie. 